# Engoulevent de Sykes
Caprimulgus mahrattensis
Espèce
Statut de conservation UICN

 LC  : Préoccupation mineure
L’Engoulevent de Sykes (Caprimulgus mahrattensis) est une espèce d'oiseaux asiatiques appartenant à la famille des Caprimulgidae. Son nom honore l'ornithologiste britannique William Henry Sykes (1790-1872).

## Répartition
Cette espèce vit dans le nord-ouest de l'Asie du Sud (Afghanistan, Pakistan et nord-ouest de l'Inde) et hiverne en Inde,.